# Стемпфер, Меир
Меир Стемпфер (англ. Meir Stampfer) — американский эпидемиолог и специалист в области питания, исследователь-хроник, профессор Гарвардской школы общественного здравоохранения имени Т. Х. Чана (англ. Harvard T.H. Chan School of Public Health). Известен своими работами по эпидемиологии хронических заболеваний, особенно рака и сердечно-сосудистых заболеваний, а также связей между питанием и рисками для здоровья.

## Биография
Стамфер занимает должность исследовательского профессора эпидемиологии и питания в Гарвардской школе общественного здравоохранения, а также профессора медицины в Бригамской и женской больнице Гарвардской медицинской школы (Brigham and Women’s Hospital, Harvard Medical School). Он также является аффилированным преподавателем кафедры питания.
Основное направление его исследований — выявление причин хронических заболеваний, включая рак, диабет, сердечно-сосудистые заболевания и остеопороз. Особое внимание уделяется влиянию питания, физической активности, курению и другим факторам образа жизни на здоровье.

## Участие в исследованиях
Мейр Стамфер играет ключевую роль в четырёх масштабных когортных исследованиях:
- Исследование здоровья медсестёр I (англ. Nurses’ Health Study I, N = 121 700) — со-руководитель проекта;
- Исследование здоровья медицинских работников (англ. Health Professionals Follow-Up Study, N = 51 259) — один из основателей;
- Исследования здоровья врачей I и II (англ. Physicians’ Health Studies I and II, N = 22 071) — один из основателей;
- Исследование здоровья медсестёр II (англ. Nurses’ Health Study II, N = 116 678) — один из основателей.

В рамках этих долгосрочных проектов каждые два года собираются данные о питании, уровне физической активности, приёме медикаментов, поведении в отношении профилактики, а также данные о новых случаях онкологических и других серьёзных заболеваний.

## Прочие проекты и достижения
Стамфер руководит несколькими проектами, финансируемыми Национальным институтом здоровья США (NIH), и является со-руководителем программы T32 для подготовки докторантов и постдоков.
На протяжении более 20 лет Мейр Стамфер входит в число самых цитируемых учёных в области клинической медицины по данным Web of Science.
Штампфер является лауреатом премии Американского онкологического общества Американской ассоциации исследований рака за выдающиеся научные достижения в области эпидемиологии и профилактики рака (2017). Он также входит в совет глобальной некоммерческой организации True Health Initiative.
Член Award Committee Prostate Cancer Foundation
- 1973 — премия Джонса за логику и философию науки (Колумбийский университет)
- 1979—1982 — премия за национальную исследовательскую службу, Национальные институты здравоохранения
- 1989 Выдающийся выпускник-докладчик, Maimonides Medical Center[англ.]
- 1994 — премия старшему исследователю в области исследований антиоксидантов, Французский координационный комитет исследований атеросклероза и холестерина (Франция)
- 1994 — лектор Дюфара, Британское общество менопаузы (Великобритания)
- 1999 — наиболее цитируемые исследователи в области клинической медицины 1981—1998, 1-е место в эпидемиологии, 3-е место в общем рейтинге. Science Watch, Институт научной информации
- 2000 — Frost Award, Американская ассоциация общественного здравоохранения
- 2002 — приглашенный номинант, Нобелевская премия по медицине
- 2003 — наиболее цитируемые исследователи в области клинической медицины 1983—2002, 1-е место в эпидемиологии, 1-е место в общем рейтинге. Science Watch, Институт научной информации
- 2004 Приглашенный профессор Dozor, Университет Бен-Гуриона в Негеве, Израиль